# 金惠莲
金惠莲（韓語：김혜연，1960年6月3日—），韩国女子篮球运动员。她曾代表韩国国家队参加1988年夏季奥林匹克运动会篮球比赛，获得第七名。她在比赛期间上场两次。